# 任弼时
任弼时（1904年4月30日—1950年10月27日），名培国，号二南，湖南湘阴人，中华人民共和国开国元勋，中国共产党与中国工农红军主要领导者之一，中华人民共和国政治人物，原正国级领导人。
任弼时早年留学苏联，随后任中国共产主义青年团中央代理书记、总书记。第一次国共内战期间，担任中共苏区中央局代理书记、湘赣苏区省委书记，领导红六军团、红二方面军参加长征。抗日战争期间担任中国共产党驻共产国际代表，并任中共中央秘书长、中共中央书记处书记。第二次国共内战期间，担任中共中央政治局委员，是中共五大书记（相当于政治局常委）之一。之后因病在陕北、北京、苏联等地调养，1950年因脑溢血病逝。

## 生平

### 早年生涯
任弼时是湖南省湘陰縣塾塘乡唐家桥（今汨羅市弼时镇）人，原名任培国，出生乡村教师家庭，幼年随父任裕道寄宿课读湖南省公立作民两等小学堂。1909年，随父到塾塘乡任氏序贤初等小学住读（今名汨罗市弼时镇序贤小学和今弼时中学）。1915年，考入湖南省立第一师范学校附属小学高等科:3。1918年，考入长沙私立明德中学:4。次年转入湖南第一联合县立中学（即长郡联立中学）。1920年，参加毛泽东等筹建的俄罗斯研究会，并由该会推荐赴上海入“外国语学社”作留俄学习准备:20。在上海加入上海社会主义青年团:22。1921年5月，刘少奇、任弼时、萧劲光、蒋光慈、曹靖华、吴葆萼六人乘船离开上海，绕道日本长崎，经海参崴，绕过白卫军的封锁，1921年8月抵达苏联，进入莫斯科东方大学学习。他改名为弼时，俄名:23-25。1922年，加入中国共产党:37，并接替瞿秋白担任西方革命运动史课堂俄语翻译。1924年7月23日，任弼时毕业，和陈延年、郑超麟等启程回国，乘火车经西伯利亚，从海参崴乘船，于1924年8月抵达上海:38。受中共党组织指派，任弼时到上海大学教授俄语:13:39。1924年9月担任江浙皖区委委员，负责编辑《中国青年》及为《团刊》、《平民之友》 等刊物供稿:41-42。

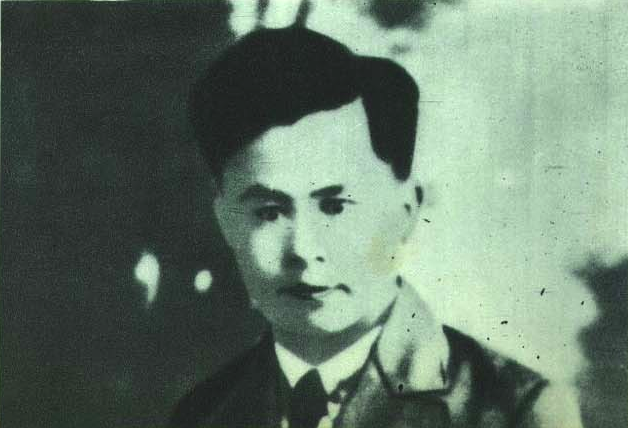
1926年的任弼时

1925年1月，任弼时出席中国社会主义青年团第三次全国代表大会，为大会主席团成员，大会通过将“中国社会主义青年团”改为“中国共产主义青年团”:42。任弼时当选为中国共产主义青年团中央执行委员会委员，在三届一次执委会上，被选为中国共产主义青年团中央局常委，任中国共产主义青年团组织部主任:42。同年5月6日，张太雷调离，改命任弼时任中国共产主义青年团中央代理总书记，领导五卅运动。运动失败后，他撰写《上海五卅惨杀及中国青年的责任》，并指出革命中坚力量是农民和工人，指导中国共产主义青年团注重在阶层的发展，成功扩大了中国共产主义青年团的成员力量。7月21日，他担任中国共产主义青年团中央局总书记兼组织部主任。1926年4月，与陈琮英在上海结婚:47:65，10月启程赴莫斯科，代表中国共产主义青年团出席青年共产国际执委会第六次扩大会议。1926年11月抵达莫斯科，1927年3月离开莫斯科回国。
1927年，鉴于蒋介石发动四一二事变，中国共产党在武汉紧急召开中国共产党第五次全国代表大会，任弼时赴会并当选为中央委员，并继续担任共青团中央总书记:49-50。此时中共中央总书记陈独秀坚持反对共青团在农村和工会中的过度发展，并下令解散工人纠察队和童子团，将任弼时两次呈交的《政治意见书》撕毁:57-58。同年7月，汪精卫发动七一五事变，第一次国共合作彻底结束，国民党内部在清算共产党问题上达成一致。介于危难情况，8月7日，中国共产党在汉口举行紧急会议，任弼时与瞿秋白、毛泽东站在一起，反对陈独秀，并主张发动土地革命。此次会议最终确定了武装反对国民党的新方针，任弼时当选为中共临时中央政治局委员:58。9月19日，中共中央任命他为全权代表，赴湖南考察湘南暴动:59。

### 第一次国共内战期间

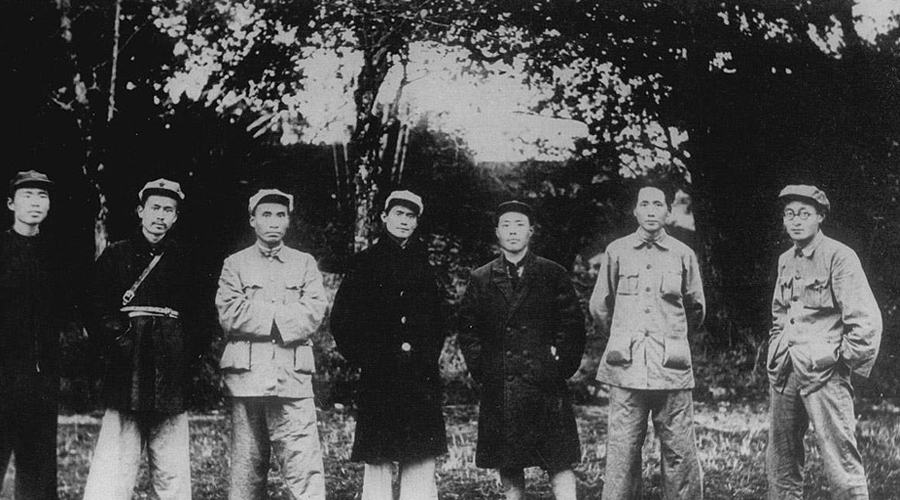
1931年11月中共苏区中央局委员合影，依次为顾作霖、任弼时、朱德、邓发、项英、毛泽东、王稼祥

1928年4月，因中共代表分批赴莫斯科出席中共六大，任弼时和李维汉、罗登贤三人受命留守在上海，代表中共中央处理国内工作，起草《白色恐怖下党组织的整顿和秘密工作》、《对黄色工会的策略》、《城市农村工作指南》和《军事工作大纲》等文件，其中《军事工作大纲》是最早的红军建设纲领。他在中共六大上被选为中央委员。1928年10月15日，在安徽省南陵县香油寺前，为参加共青团组织的一个集会而被当地地主武装抓住，押羁于饮马塘第一监狱:60-62。1928年底经中央特科请律师何维道出面辩护，并暗中营救出狱，回上海休养:66；然而妻子因颠沛流离，他们的长子任苏民因肺炎夭折:68。
1929年1月，中共中央任命他为中共江苏省委常委、宣传部长。8月13日，代理中共江苏省委书记，筹建《今日新闻》、《教育周刊》、《上海日报》。11月17日，在组织机关会议中，他再次被捕，关押于工部局汇山路巡捕房:75-77。巡捕房施加电刑拷问，任弼时均未招供:14；此时领导中共特科的周恩来请潘震亚出庭辩护，潘震亚在法庭上痛斥租界当局干涉中国司法主权，租界当局迫于舆论压力，判四十天徒刑，关入提篮桥监狱。1929年12月25日，任弼时被减刑释放:14。1930年4月，他任中共湖北省委书记，并于8月出席中共中央长江局会议，担任中共湖北省委和中共中央长江局合并后的总行动委员会委员。9月4日，任中共武汉市委书记:78。同年鉴于李立三的南京暴动失败，中共中央决定撤回长江局，任弼时也随之回到上海。
1931年1月7日，任弼时出席中共扩大的六届四中全会，再次被选为中央政治局委员。2月13日，任中共苏区中央局常委，和王稼祥、顾作霖经香港、广州周转，前往中央苏区:15:82。8月26日，共产国际通过《关于中国共产党任务决议案》；次月上海临时中央指责苏区中央局“缺乏明确的阶级路线和充分的群众工作”。11月，在江西瑞金出席赣南会议，任弼时起草《党的建设问题决议案》，会上批评毛泽东的经验主义思想。11月7日，参加中华苏维埃第一次全国代表大会，当选为中华苏维埃共和国中央执行委员。12月，任弼时任中共苏区中央局副书记兼组织部长及党校校长。当时中共临时中央因上海局势恶化，搬入江西苏区，肃反问题继续恶化，任弼时努力保护许多被诬陷为“AB团”的干部，包括张爱萍。
1932年7月，他担任代理苏区中央局书记，在第四次反围剿战役中，苏区中央局因急于求成，要求主动进攻；这和前线指挥的毛泽东主张“诱敌深入、分散发动群众”相违背。10月上旬，苏区中央局召开宁都会议，决定以病假方式撤销毛泽东军权，转给周恩来；任弼时也在此期间批判毛泽东。对于这段历史，任弼时在1945年4月20日延安中共六届七中全会上，承认自己错误是“一时的宗派活动”。

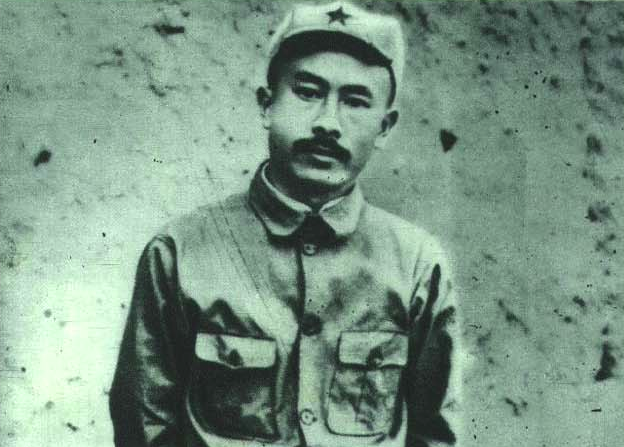
长征时期的任弼时

1933年5月，因博古等人执行王明路线，任弼时还是被免去了苏区中央局组织部部长职务，外放到湘赣苏区任省委书记:16:92。赴任后的任弼时发现湘赣苏区面临重重困难，首先湘赣苏区要担负配合中央苏区第五次反围剿战役，此外还有肃反运动后的组织建设问题。他随即解除肃反，释放王首道、张启龙等将领:95；扩大红军部队为红六军团:72，辖十六、十七、十八三个师。12月，接替蔡会文兼任湘赣军区政治委员。
1934年8月，他同红六军团长萧克、政委王震等一起:16，率红六军团及湘赣军区撤离湘赣苏区先遣西征，他担任红六军团军政委员会主席:106；之后接连突破数层国军防线，跨越江西、湖南、云南、贵州四省:110-113。10月24日，在贵州印江木黄与红三军会合；红三军改编为红二军团，贺龙任军团长、任弼时兼任政治委员，两人统一指挥红二、六军团:150。两军会师后，军委命令两军分开活动，红二军团留在黔东地区；红六军团单独西进。但两军将领讨论后，决定西进难以发动群众、留守难以补充给养，双方决定合力东入湖南西部桑植，由任弼时、贺龙分管政治与军事。11月，部队攻入湖南，并建立湘鄂川黔边革命根据地，他担任湘鄂川黔边临时省委书记兼军区政治委员。1935年1月，蒋介石率领国民革命军采用分进合击进攻湘鄂川黔边，随后任弼时率部准备西撤。11月，他与贺龙、关向应等从湖南省桑植县统一指挥红二、六军团突围国军封锁，继续长征:17。
1936年2月，在黔西县城主持召开中共湘鄂川黔省委会议，决定两军团创建川滇黔边根据地，之后与贺龙率红二、六军团在乌蒙山区与国民革命军周旋。7月2日，红二、六军团到达四川甘孜，与张国焘、徐向前的红四方面军会合:136。红二、六军团及红三十二军组成红二方面军，任弼时任红二方面军政治委员兼红二军政委。同时，在和朱德、刘伯承沟通后，任弼时了解到红一方面军和红四方面军的矛盾；但为顾全大局，仍随红四方面军北进，期间与张国焘作斗争:138-142，力促中国工农红军三大方面军在陕北会师。同月，中共中央批准成立中共中央西北局，任弼时任副书记。10月，红二方面军与红一方面军在将台堡会师，长征结束。次月，中共中央成立红军前敌总指挥部，任弼时任前敌总指挥部政治委员，与彭德怀（总指挥）搭档，抵御进入陕西的胡宗南部。12月，任中共中央革命军事委员会委员、主席团委员。

### 抗日战争期间

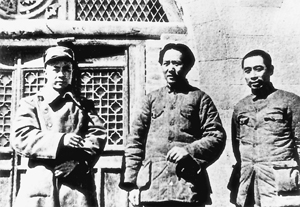
1938年2月，任弼时与毛泽东、周恩来在延安凤凰山窑洞前

1937年1月，任弼时和彭德怀到西安与杨虎城、王以哲晤谈，並到东北军、国民革命军第十七路军等做各方面的统战工作、讨论红军改编和开赴抗日前线工作。8月22日，出席陕西洛川会议，随后任命为中共中央军委前方分会组成人员。25日，红军改编为国民革命军第八路军，任弼时任政治部主任。9月初，与朱德、左权、邓小平等率八路军总部开赴山西抗日前线。10月16日，任中共中央军委总政治部主任。

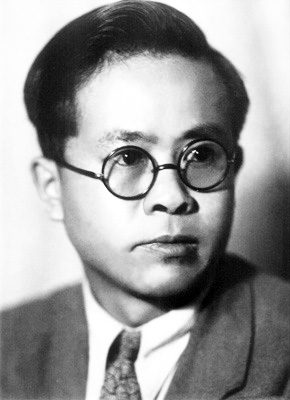
1938年的任弼时

1938年，出席中共中央军委华北分会会议。2月中旬回到陕西延安。3月，受中共中央委派赴莫斯科向共产国际交涉。7月，正式接替王稼祥任中国共产党驻共产国际代表。1940年3月26日，任弼时和周恩来飞抵延安，毛泽东、李富春、蔡畅等领导同志出席欢迎大会。任弼时被任命为中共中央秘书长，负责中央书记处的常务工作，并主管中共中央组织部、西北局和工、青、妇的工作。首先建立中共中央办公厅，任弼时自兼主任，中央组织部副部长李富春任副主任，下设秘书、行政、警卫三个处，建立整套工作制度、行政制度，明确各个机关之间的相互关系；建立收发制度、会客制度、财会制度、文件管理制度、档案保管制度；建立起干部供给制度，规定每人每年发冬装夏装各一套，制定各级干部的津贴费标准。1940年9月，开始负责领导陕甘宁边区工作。1940年10月，任弼时与张闻天等搬到杨家岭，和毛泽东住在一起，便于直接协助他的工作。继而整顿中央所属各部委的工作，将中央直属机关集中到杨家岭办公。1941年开始动工修建中央大礼堂，筹备中共七大。1941年出席中共中央政治局会议，筹备中国共产党第七次全国代表大会；同年7月，任中共中央秘书长。同年8月，任中央调查局副局长、党务研究室主任兼根据地组组长，促进三三制的落实。1942年4月，开始负责领导陕甘宁边区总学委会的整风运动，并具体领导精兵简政工作。1943年3月，任弼时与毛泽东、刘少奇组成中央书记处，并为中央组织委员会成员，具体负责陕甘宁和晋西北的工作；次月直接管理八路军西安办事处工作；年底出任政治工作委员会主任。1944年，他连续主持经济座谈会，领导陕甘宁的经济建设、金融贸易及平抑物价。同年5月，主持起草《关于若干历史问题的决议》的工作，总结四中全会到遵义会议期间中央领导路线问题。

### 第二次国共内战期间

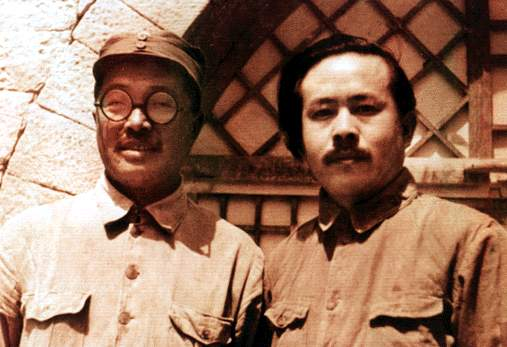
中国共产党第七次代表大会期间的贺龙与任弼时

1945年3月，任弼时担任中共七大主席团常务委员和大会秘书长，主持中共七届一中全会第一次会议，当选为中央政治局委员、中央书记处书记，中央秘书长。为中共五大书记（相当于政治局常委）之一，党内排名僅次於毛泽东、刘少奇、周恩来、朱德四人。11月下旬，经苏联领导人斯大林派来的医生米尔尼科夫检查，发现任弼时病情严重，后决定休养。1946年4月，主持各解放区负责人研究土地和财政、金融、贸易等经济问题；之后起草《解放区经济建设和财政金融贸易的基本方针》，指导各地的经济新形势。同年8月26日，主持中央书记处会议，讨论建立青年团；同年11月，起草《中央关于建立民主青年团的提议》。

任弼时在延安使用的电话机。

1947年3月，任弼时与朱德、刘少奇等率中共中央机关部分工作人员，由延安转移到子长县的王家坪；月底，依照中共中央会议决定，和毛泽东、周恩来留陕北主持中央工作，任弼时任中央支队司令，期间负责土地改革以及陕北部队作战指挥；并指挥各地区土地改革和经济工作。11月，因高血压复发，在钱家河养病。1948年，与周恩来率中共中央机关部分人员到达河北平山县西柏坡，同朱德、刘少奇会合，并出席西柏坡会议。随后，任弼时抱病协助指挥辽沈战役、淮海战役、平津战役等。
1949年2月，任中国新民主主义青年团筹备委员会主任。同年4月12日，当选团中央委员会名誉主席，之后在北平西郊玉泉山休养；5月8日，出现昏迷症状，11月，经批准去苏联就医，12月抵达莫斯科莫斯科皇宫医院治疗。1950年初，转移到近郊巴拉维赫疗养院:8，同年4月，再到达黑海疗养所疗养。5月17日，任弼时在得知朝鲜战争爆发后，与女任远芳于5月28日回国:10，抱病参加中共七届三中全会，请求恢复工作。10月1日，登上天安门，参加中华人民共和国国庆一周年庆典。之后他带病研究朝鲜战局，疲劳过度引起脑溢血。抢救三天后，10月27日12时36分，任弼时在北京逝世:11。

## 身后

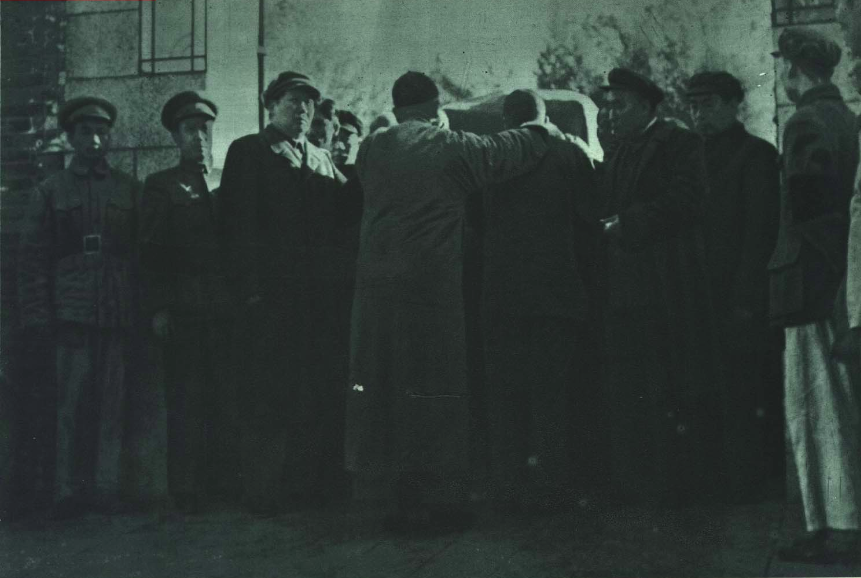
1950年10月30日，任弼时追悼会

1950年10月27日，新华社发布中国共产党中央委员会讣告，赞誉他是“中国共产党最早的党员和组织家之一”、“特别是贡献于中国共产党的组织工作和人民解放战争的政治工作”，并特别提到他在“红军的建设和领导红二、四两方面军胜利完成长征的艰险斗争”中的贡献。
任弼时去世后，遗体在家中入殓；毛泽东、刘少奇、周恩来、朱德、彭真扶灵。10月30日上午9时，任弼时追悼会在劳动人民文化宫太庙前广场举行，由彭真主持。1951年7月18日，任弼时安葬仪式在北京八宝山革命公墓举行:11，因当时中央未强制火葬，所以他以土葬形式，葬于八宝山。
当时，全国各大行政区的党政军民各界都举行了悼念任弼时的活动，那些纪念文章由任弼时同志治丧委员会选编为《任弼时同志逝世纪念集》，由1951年8月由青年出版社出版。叶剑英元帅曾称“他（任弼时）是我们党的骆驼，中国人民的骆驼，担负着沉重的担子，走着漫长的艰苦的道路，没有休息、没有享受、没有个人的任何计较。他是杰出的共产主义者，是我们党最好的党员，是我们的模范。”而“骆驼精神”也常被引用，意指任弼时对于红军和中共党建的付出。
1989年，中共党史出版社出版《任弼时研究文集》，内容多以叙述历史，偏于生平方面的阐释性文章。
2004年，由湖南潇湘电影制片厂出品、王保华导演的电视剧《任弼时》，作为“纪念任弼时100周年诞辰”的献礼剧。2011年，任弼时嫡孙任继宁在北京市朝阳区人民法院状告该剧侵犯其父亲任远远（任弼时儿子）同名编剧作品，却不署名编剧是任远远。
- 在岳阳任弼时故居前广场，有任弼时铜像。纪念馆内也有任弼时铜像。
- 延安枣园五大书记铜像：任弼时、周恩来、毛泽东、刘少奇、朱德。

## 著作
1987年9月23日，《任弼时选集》由人民出版社出版发行，共收录任弼时1925年—1950年间的主要著作47篇。

## 家庭

1926年任弼时与陈琮英结婚照

任弼时父任裕道，又名振卡，宇思室，以教书为生，思想开明、性情温和。母亲朱宜，在家照顾弟妹。任弼时有兄妹五人，他排行第二。有兄任大刚，早逝；大妹任培月、二妹任培星、三妹任培辰。堂兄任作民，侄子任湘。堂妹任曼君。
- 大妹任培月与丈夫秦龙因参加革命，在上海被捕入狱，秦龙因电刑而亡，任培月因此事精神失常，后于1948年去世[44]。
- 二妹任培星也参加革命，与丈夫林一心在上海秘密负责印刷厂[45]，后因肺结核于1936年去世。
- 三妹任培辰嫁单先麟，单先麟在抗日战争中曾成功组织义军逼退平江县的日军，后担任平江县县长[46][47]。

任裕道曾娶长沙陈家的女儿，后因陈氏不久病故，任裕道为了纪念亡妻，保持陈任两家往来。双方家长约定，任裕道续弦后，若生下男孩（任弼时）就与陈氏侄女（陈琮英）结亲家。所以任弼時早与陈琮英在幼年，即被双方父母指腹为婚。虽非自由恋爱，然而两人却在工作与生活中始终互助互爱。2003年5月31日，时任全国妇联第八届常委的陈琮英因病在北京逝世。
任弼时与妻子陈琮英共育有9名子女，其中5人在革命战争年代夭折或失散。只有女儿任远志、任远征、任远芳以及儿子任远远得以在父母身边成长。
- 任远志（1931年—2021年1月13日），曾任中华人民共和国轻工业部部长秘书，後任职于军事博物馆，1992年离休[52][53]。
- 任远征，曾任中共中央纪律检查委员会第三纪检监察室主任。
- 任远芳，任职于中国机械进出口公司。
- 任远远，曾任中国人民解放军总参谋部情报部战术侦察局（2局）局长、中国人民解放军大校[54]。